# Joseph Oesterlé
Joseph Oesterlé (* 1954 im Elsass) ist ein französischer Mathematiker, der sich mit Zahlentheorie und arithmetischer algebraischer Geometrie beschäftigt.

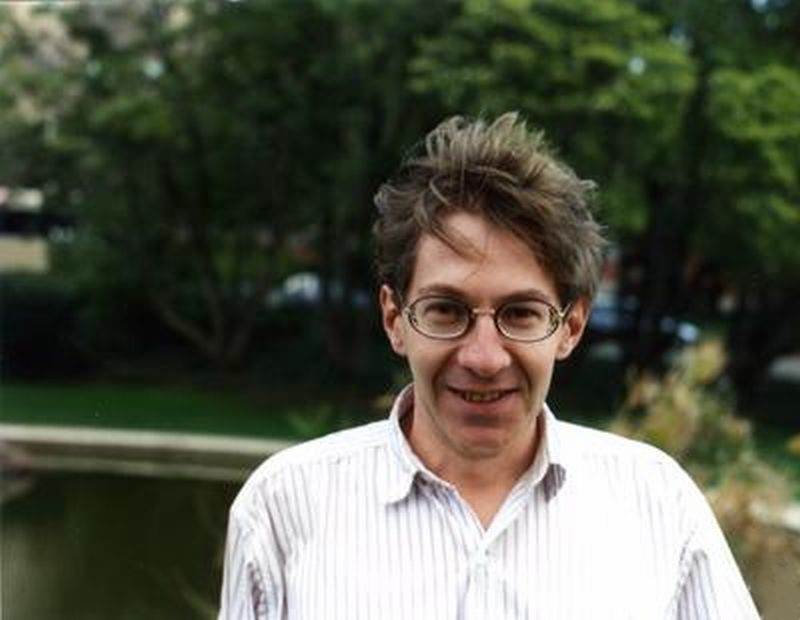
Joseph Oesterlé, Berkeley 1989

Oesterlé studierte ab 1973 an der École normale supérieure und ist Professor an der Universität Paris VI (Pierre et Marie Curie). Er war Direktor am Institut Henri Poincaré in Paris.
Oesterlé formulierte mit David Masser 1985 die abc-Vermutung, eines der wichtigsten ungelösten Probleme der Zahlentheorie. Er formulierte sie in der Folge von Untersuchungen über Kriterien für die Modularität elliptischer Kurven.
Zu seinen Doktoranden zählt Loïc Merel.
Er war Mitglied von Bourbaki.

## Schriften
- Oesterlé „Travaux de Wiles II“, Seminar Bourbaki 1994/5
- Oesterlé „Nouvelles approches de Theoreme de Fermat“, Seminar Bourbaki 1987/8, abc Vermutung